# Дийтрич
Дийтрич (на английски: Dietrich) е град в окръг Линкълн, щата Айдахо, САЩ. Дийтрич е с население от 150 жители (2000) и обща площ от 0,5 km². Намира се на 1246 m надморска височина. ЗИП кодът му е 83324, а телефонният му код е 208.